# Dintikon
Dintikon es una comuna suiza del cantón de Argovia, ubicada en el distrito de Lenzburg. Limita al norte con la comuna de Hendschiken, al este con Villmergen, al sur con Seengen, al oeste con Egliswil, y al noroeste con Ammerswil.

## Transporte
Ferrocarril
Cuenta con una estación ferroviaria en la que efectúan parada trenes de cercanías pertenecientes a la red S-Bahn Argovia.